# World Series of Poker 1973
Le World Series of Poker 1973 furono la quarta edizione della manifestazione. Si tennero dal 4 al 15 maggio presso il casinò Binion's Horseshoe di Las Vegas.
Vincitore del Main Event fu Walter "Puggy" Pearson.

## Eventi preliminari
| Evento                           | Vincitore                | Premio          | Ultimo giocatore eliminato |
| -------------------------------- | ------------------------ | --------------- | -------------------------- |
| $4.000 Limit Seven Card Stud     | Walter "Puggy" Pearson   | $28.000         | Sconosciuto                |
| $1.000 Limit Razz                | Sam Angel                | $32.000         | Sconosciuto                |
| $3.000 Limit Ace to Five Draw    | Joe Bernstein            | $21.000         | Sconosciuto                |
| $3.000 Deuce to Seven Draw poker | Aubrey Day / Jack Straus | $16.500 a testa | -                          |
| Limit Five Card Stud             | Bill Boyd                | $10.000         | Sconosciuto                |
| $1.000 No Limit Hold'em          | Walter "Puggy" Pearson   | $17.000         | Johnny Moss                |

## Main Event
I partecipanti al Main Event furono 13. Ciascuno di essi pagò un buy-in di 10.000 dollari.

### Tavolo finale
| Piazzamento | Nome                   | Premio   |
| ----------- | ---------------------- | -------- |
| 1°          | Walter "Puggy" Pearson | $130.000 |
| 2°          | Johnny Moss            | $0       |
| 3°          | Jack Straus            | $0       |
| 4°          | Bobby Brazil           | $0       |
| 5°          | Bob Hooks              | $0       |
| 6°          | Brian "Sailor" Roberts | $0       |